# Richard Semon
Richard Wolfgang Semon (ur. 22 sierpnia 1859 w Berlinie, zm. 12 grudnia 1918 w Monachium) – niemiecki zoolog i biolog ewolucyjny. Uważał, że cechy nabyte mogą się dziedziczyć, i ideę tę wprowadzał do ewolucjonizmu społecznego.

## Życiorys
Syn pośrednika finansowego Simona Josepha Semona i Henrietty Aschenheim, brat lekarza Felixa Semona. Około 1885 roku przeszedł z judaizmu na protestantyzm.
Studiował zoologię na Uniwersytecie w Jenie u Ernsta Haeckla, następnie medycynę na Uniwersytecie w Heidelbergu, gdzie jego nauczycielami zoologii byli Otto Bütschli i Karl Gegenbaur. Tytuł doktora filozofii otrzymał w Jenie w 1883 roku po przedstawieniu rozprawy Das Nervensystem der Holothurien. W grudniu 1884 zdał egzaminy państwowe i w 1885 roku otrzymał prawo wykonywania zawodu lekarza. W 1886 roku został doktorem medycyny. W 1885 roku wyjechał do Zachodniej Afryki, potem pracował w Stacji Zoologicznej w Neapolu u Antona Dohrna. Stamtąd przeniósł się do Instytutu Anatomicznego w Jenie, gdzie został asystentem Oscara Hertwiga. Habilitował się w 1887 roku, w 1891 roku został profesorem nadzwyczajnym. W latach 1891–1893 odbywał podróże naukowe do Australii i na Malaje.
Był członkiem Niemieckiej Akademii Przyrodników Leopoldina. W 1899 roku w Monachium ożenił się z Marią Geibel, primo voto Krehl. Małżeństwo było bezdzietne.

## Śmierć
Popełnił samobójstwo strzałem z pistoletu w serce, kładąc się na niemieckiej fladze. Przyczyną samobójstwa była śmierć żony i klęska wojenna Niemiec.

## Nauka
Semon postulował paralelizm psycho-fizjologiczny, według którego każdy stan fizjologiczny wiąże się ze zmianami dotyczącymi nerwów. Jego idea „mnemu” (termin pochodził od greckiej bogini Mneme, muzy pamięci) powstała na początku XX wieku. Mnem Semona reprezentował pamięć doświadczenia eksternalizacji-internalizacji. Powstały „szlak mnemowy” (lub „engram” według terminologii Lashleya) byłby reaktywowany w momencie napotkania elementu przypominającego składową oryginalnego kompleksu bodźców. Według zasady Semona bodźce tworzyły „trwały ślad [...] zapisany lub wyryty w pobudliwej materii” – dziś pojmowanej jako komórkach energetycznie predysponowanych do takiego zapisu.
Koncepcja memu Richarda Dawkinsa przenoszenia jednostek „replikacji kulturowej” porównywana jest często do starszej o sto lat teorii Semona.

## Wybrane prace
- Im australischen Busch und an den Küsten des Korallenmeeres. 1896
- Die Mneme als erhaltendes Prinzip im Wechsel des organischen Geschehens. Leipzig: Engelmann 1904
- Der Engrammschatz des Gedächtnisses, 1904
- Die mnemischen Empfindungen in ihren Beziehungen zu den Originalempfindungen. Leipzig: W. Engelmann, 1909
- Das Problem der Vererbung erworbener Eigenschaften. Leipzig: W. Engelmann, 1912
- Bewusstseinsvorgang und Gehirnprozess: eine Studie über die energetischen Korrelate der Eigenschaften der Empfindungen (Hrsg. Otto Lubarsch). Wiesbaden: Verlag von J. F. Bergmann, 1920
- The Mneme. London: George Allen & Unwin, 1921